# کتابشناسی اچ‌سی‌آی
کتابشناسی HCI یک پروژه مبتنی بر وب برای ارائه کتابشناسی از ادبیات تعامل با کامپیوتر انسانی (HCI) است. هدف این پروژه قرار دادن کتابنامه الکترونیکی برای اکثر HCI بر روی صفحه نمایش همه محققان، توسعه دهندگان، مربیان و دانشجویان در این زمینه از طریق شبکه وب جهانی و دسترسی ناشناس پروتکل انتقال فایل(ftp) است.

## مقدمه
پروژه کتابشناسی HCI تلاشی است با هدف دسترسی رایگان به همه جویندگان اطلاعاتی که در جستجوی اطلاعات کتابشناختی در زمینه HCI هستند. این یک پایگاه داده است که از هر کجای دنیا قابل دسترسی است. پروژه کتابشناختی HCI از گری پرلمن (مدیر پروژه کتابشناسی HCI) در سال 1998 الهام گرفته شد. در ابتدا، این پروژه برای یافتن بودجه و حامیان مالی با مشکل مواجه بود، اما خوشبختانه دانشجویان دانشگاه ایالتی اوهایو برای انجام وظیفه در دسترس بودند. داده های کتابشناختی در پایگاه داده برخی از افراد از اینترنت مایل بودند در کار تأیید داده ها کمک کنند. کمک مالی ناشران نیز در ساخت پایگاه داده نقش داشت. در حالی که در ابتدای پروژه بودجه و حامیان مالی کمتری وجود داشت، ناشران به تیم کتابشناسی HCI اجازه دادند تا مطالب خود را به صورت رایگان به صورت آنلاین قرار دهند.

## ناشران اهداکننده
در سال 2007، گروه کتابشناسی HCI از چندین ناشر برای حمایت آنها از این پروژه قدردانی می کند. پشتیبانی پروژه شامل ناشرینی بود که مجوز حق چاپ و اهدای نشریات را برای ورود به پایگاه داده کتابشناسی HCI می دادند.
- Ablex Publishing
- Academic Press (AP)
- Association for Computing Machinery (ACM)
- Butterworth-Heinemann, Ltd.
- Cambridge University Press
- Elsevier Science Publishers, (North-Holland)
- Ergonomics Society of Australia
- Human Factors and Ergonomics Society (HFS / HFES)
- International Centre for Scientific and Technical Information
- Institute of Electrical and Electronics Engineers (IEEE)
- Intellect Ltd.
- Kluwer Academic Publishers
- Lawrence Erlbaum Associates (LEA)
- MIT Press
- Morgan Kaufmann Publishers, Inc.
- Springer-Verlag
- Taylor & Francis Ltd.
- Taylor & Graham Publishing
- John Wiley & Sons
- از جولای 2009، کتابشناسی HCI بیش از 50000 مدخل دارد.[۳] این مدخل ها از مجلدات مجلات، مجموعه مقالات کنفرانس، کتاب ها و برخی فایل های خاص تشکیل شده است

1. ↑  Gary Perlman: The HCI Bibliography, Ten Years Old, But What's It Done for Me Lately?, ACM interactions magazine, 1999, v.6, n.2, p.32-35.
2. ↑  HCI Bibliography : Publisher/Copyright Information,(2007) Gary Perlman
3. ↑  About the HCI Bibliography, (1998) Gary Perlman